# Пел-эн-Маас
Пел-эн-Маас (нидерл. Peel en Maas) — община в провинции Лимбург (Нидерланды). Община Пел-эн-Маас расположена на левом берегу Мааса и является частью Северного Лимбурга.

## История
Община была образована 1 января 2010 года слиянием четырёх общин: Хелден, Кессел, Мейел и Маасбре.

## География
Территория общины занимает 161,35 км². На 1 августа 2020 года в общине проживал 43 561 человек.